# راجاپور
راجاپور (به لاتین: Rajapur) یک منطقهٔ مسکونی در بنگلادش است که در ناحیه جلوکاتی واقع شده‌است. راجاپور ۱۶۴٫۳۳ کیلومتر مربع مساحت و ۱۴۳٬۶۵۹ نفر جمعیت دارد.